# Oud- en Nieuw Guldeland
De Polder Oud- en Nieuw Guldeland was een polder en waterschap in de gemeente Nissewaard (voorheen Spijkenisse) in de Nederlandse provincie Zuid-Holland.
Het waterschap was verantwoordelijk voor de waterhuishouding in de polders.